# Alford (Aberdeenshire)
Alford, schottisch-gälisch Athfort ist eine schottische Ortschaft in der Council Area Aberdeenshire. Sie bildet das Zentrum der nach ihr benannten Region Howe of Alford. Alford liegt in einer dünnbesiedelten Region etwa 16 Kilometer westsüdwestlich von Inverurie. Der Don passiert die Ortschaft einen Kilometer nördlich.

## Geschichte
Auf Grund der fruchtbaren Böden war Alford in der Vergangenheit landwirtschaftlich geprägt und war Standort regelmäßiger regionaler Korn- und Viehmärkte. Letztere wurden noch bis in die 1980er Jahre abgehalten. In den 1550er Jahren entstand in Alford das Tower House Balfluig Castle. 1645 schlug James Graham, 1. Marquess of Montrose bei Alford die Schlacht von Alford gegen die Covenanters. Zu Zeiten des schottischen Ölbooms in den 1970er Jahren siedelten sich Pendler in Alford an. Die Sängerin Emeli Sandé wuchs in Alford auf.
Zwischen 1871 und 1891 stieg die Einwohnerzahl Alfords von 482 auf 535 an. Lebten 1961 noch 758 Personen in Alford, so wurden 1981 bereits 860 Einwohner gezählt. In der Folgezeit stieg die Einwohnerzahl stark an. So wurden im Rahmen der Zensuserhebung 2011 in Alford 2140 Einwohner gezählt.
In der historischen Schreibweise Afford (13. und 14. Jahrhundert) fehlt ebenso wie im 1595 verwendeten Awford der Buchstabe „L“. Daher scheint eine Herleitung des Ortsnamens analog der englischen Ortschaften gleichen Namens aus Old Ford („Alte Furt“) unwahrscheinlich. Wahrscheinlicher handelt es sich um einen Pleonasmus, der bei der Anglisierung des Namens entstand. Mit dem Gälischen Ath für „Furt“ ergäbe sich die Bedeutung „Furtfurt“.

## Verkehr
Die A944 (Aberdeen–Corgarff) bildet die Hauptverkehrsstraße von Alford. Ein kurzes Stück westlich der Ortschaft verbindet sie sich mit der aus Banchory kommenden A980. 1859 wurde die Alford Valley Railway eröffnet, die Alford in Kintore mit dem britischen Eisenbahnnetz verband.